# Palais de la préfecture de Cluj

## Localisation et histoire

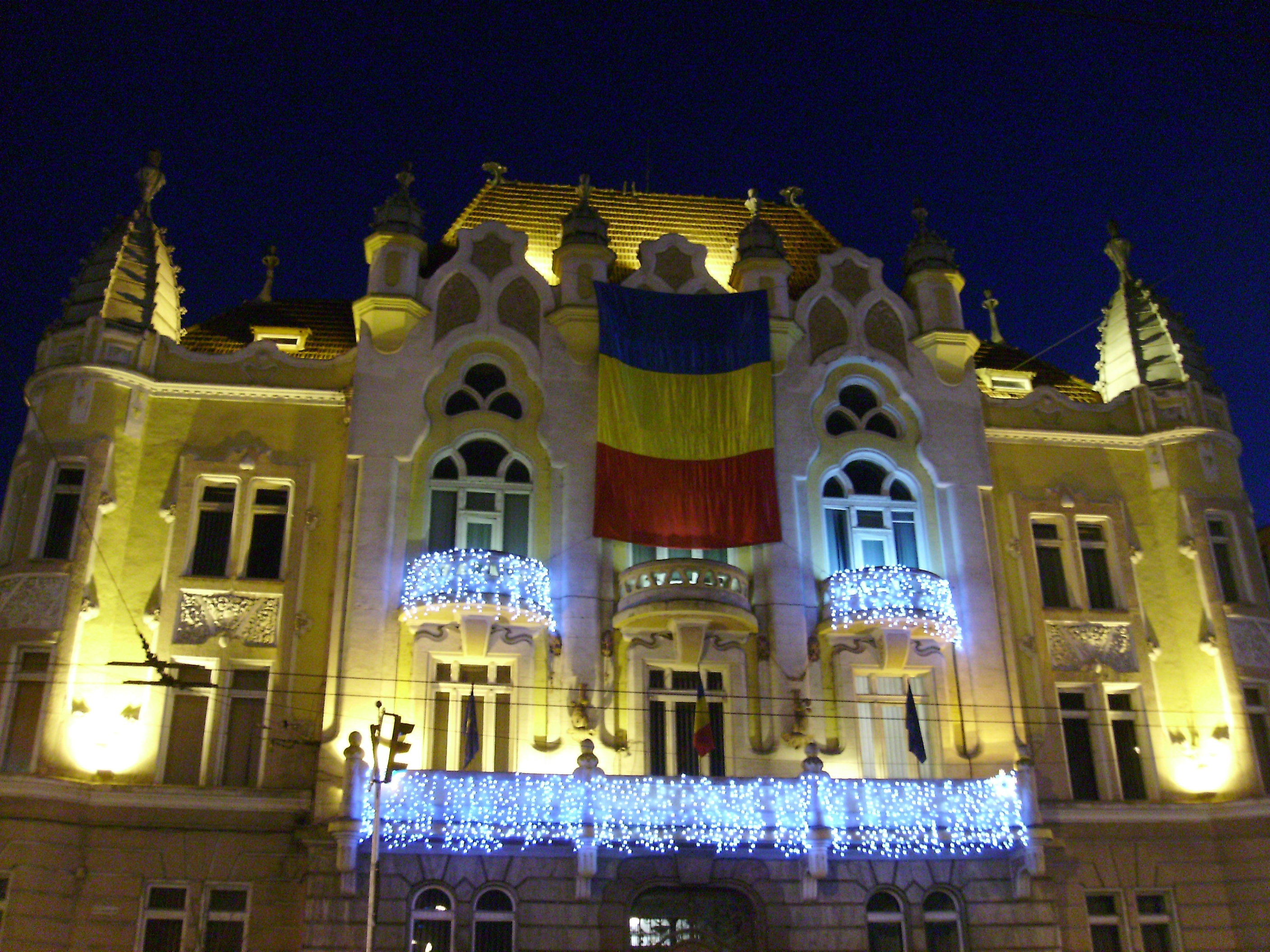
Palatul Prefecturii

Palatul Prefecturii (Le Palais de la Préfecture) de Cluj se situe 58, Boulevard 21 Decembrie 1989 à Cluj-Napoca. La façade est du bâtiment donne sur la Piața Avram Iancu. Le palais a été construit en 1910-1911 selon les plans de l’architecte Josef Huber. Initialement, l'édifice devait être le siège de la Chambre de commerce et d'industrie de Cluj-Napoca.

## Architecture
Le bâtiment est construit en style art nouveau avec des éléments d'inspiration gothique et renaissance.